# Relacions entre Hongria i Ucraïna
Les relacions entre Hongria i Ucraïna es refereix a les relacions bilaterals entre la Hongria i Ucraïna. La relació bilateral actual entre els dos països va començar formalment a principis de la dècada de 1990, després de la fi del comunisme a Hongria en 1989 i la independència d'Ucraïna de la Unió Soviètica en 1991. Des de llavors, la relació s'ha vist afectada per la controvèrsia sobre els drets lingüístics de la minoria hongaresa a la regió ucraïnesa occidental de Transcarpàcia, on resideixen 150.000 persones d'ètnia hongaresa. Tant Hongria com Ucraïna mantenen ambaixades a Kíev i Budapest, respectivament, així com diversos consolats en regions amb grans poblacions minoritàries. La longitud de la frontera estatal entre els països és de 128 km.

## Llei lingüística de 2017
Des de l'establiment de les relacions diplomàtiques de manera formal poc després que l'Hongria i Ucraïna esdevinguessin independents fins a 2016, les relacions entre els dos estats continuaven sent generalment positives. Dos anys abans ja hi va haver queixes per les autoritats hongareses quan Ucraïna va revocar una llei que atorgava drets lingüístics de llengües minoritàries com l'hongarès.
No obstant això, va ser a partir del setembre de 2017 quan es va empitjorar les relacions bilaterals. El llavors president d'Ucraïna, Petrò Poroixenko, va signar la Llei d'Educació d'Ucraïna de 2017, que havia estat aprovada prèviament pel parlament ucraïnès. La nova llei va convertir l'ucraïnès en la llengua d'estudi obligatòria en totes les escoles d'Ucraïna a partir del cinquè grau, revertint una llei de 2012 signada per l'enderrocat expresident ucraïnès Víktor Ianukòvitx que permetia a les regions amb una minoria ètnica que representés més del deu per cent de la població utilitzar les llengües minoritàries en l'educació. Encara que l'objectiu principal era descoratjar l'ús del rus en l'educació pública, la política significava que les escoles de les zones de majoria hongaresa de Transcarpàcia, incloses moltes finançades directament pel govern hongarès, es veurien obligades a deixar d'impartir classes en llengua hongaresa.
Així doncs, el canvi de normativa va servir de catalitzador per a la ràpida deterioració de les relacions entre Hongria i Ucraïna. Immediatament després de l'aprovació de la llei, el ministre d'Afers exteriors hongarès, Péter Szijjártó, va anunciar que Hongria bloquejaria tota integració posterior d'Ucraïna en l'OTAN i la Unió Europea i es va oferir a «garantir que tot això sigui dolorós per a Ucraïna en el futur». Això va suposar un canvi significatiu en la política exterior hongaresa cap a Ucraïna, ja que només un any abans havia donat suport a una major integració ucraïnesa en l'OTAN i la Unió Europea i havia defensat l'exempció de visats entre Ucraïna i la Unió Europea, sobretot per a facilitar els viatges a Hongria de la minoria hongaresa a Ucraïna.
Complint les seves promeses, a l'octubre de 2017, Hongria va vetar i va bloquejar efectivament la convocatòria d'una reunió de la comissió OTAN-Ucraïna. En resposta, els funcionaris ucraïnesos van anunciar concessions a algunes demandes hongareses, sobretot ampliant el període de transició fins a l'aplicació de la llei lingüística fins a 2023.

## Eleccions parlamentàries ucraïneses de 2019
Al llarg de juliol de 2019, diverses personalitats hongareses de primer nivell van visitar Transcarpàcia per a celebrar mítings i pressionar als votants a favor dels candidats del partit, inclòs el ministre d'Afers exteriors, Péter Szijjártó, en les eleccions parlamentàries ucraïneses que es van celebrar el 21 de juliol. Malgrat els extensos esforços, cap dels candidats del Partit dels Hongaresos d'Ucraïna va ser finalment triat. El govern ucraïnès va acusar Hongria de violar la Carta de les Nacions Unides i la Convenció de Viena sobre Relacions Diplomàtiques.

## Missions diplomàtiques
A causa de les seves importants poblacions minoritàries dins de les seves respectives fronteres, Hongria i Ucraïna mantenen una àmplia xarxa de missions diplomàtiques en totes dues nacions. Hongria té una ambaixada a Kíev, un consolat general a Uzhhorod i un consolat a Berehove, mentre que Ucraïna manté una ambaixada a Budapest i un consolat general en Nyíregyháza.

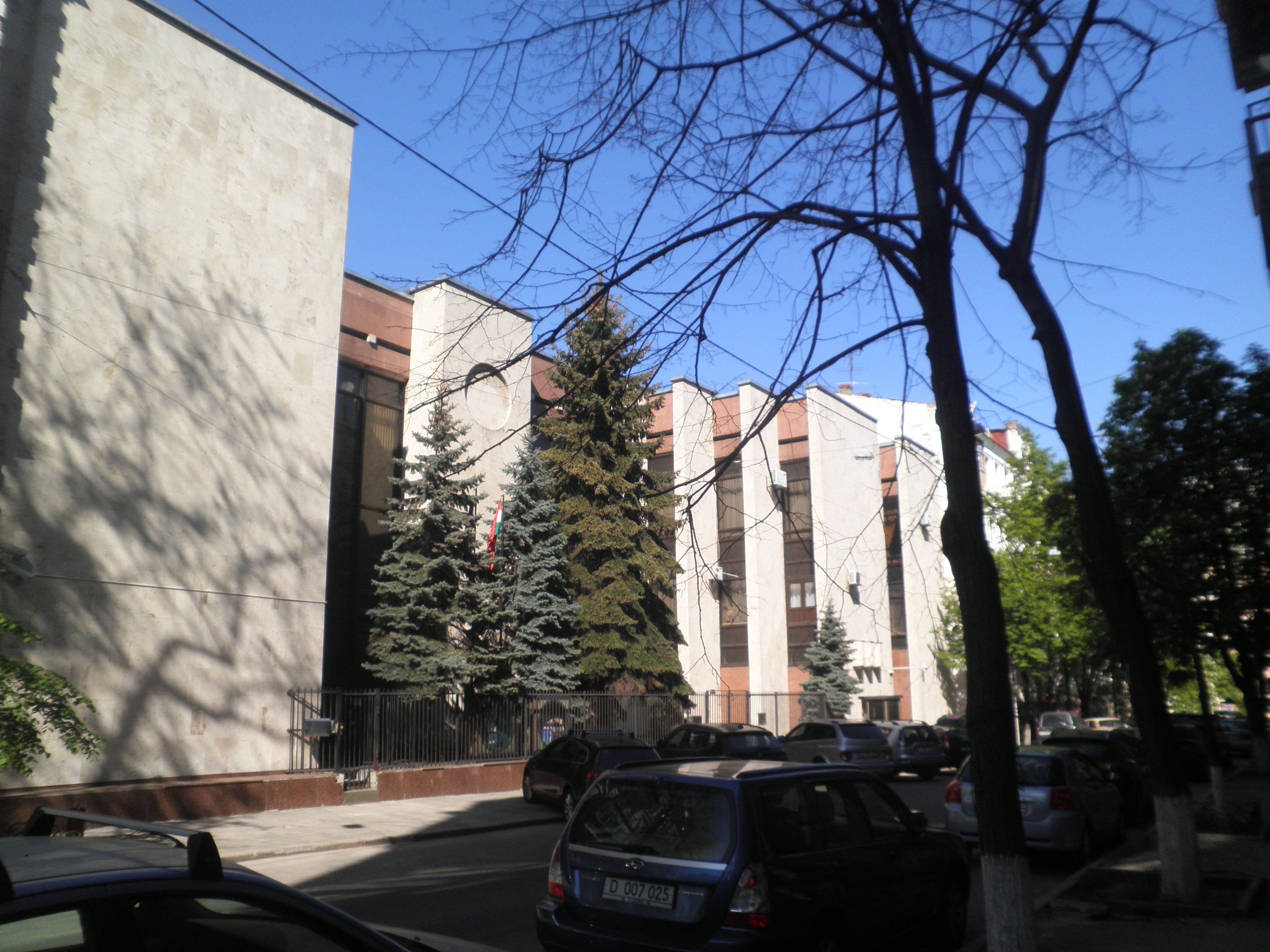
L'ambaixada d'Hongria a Ucraïna, a Kíev
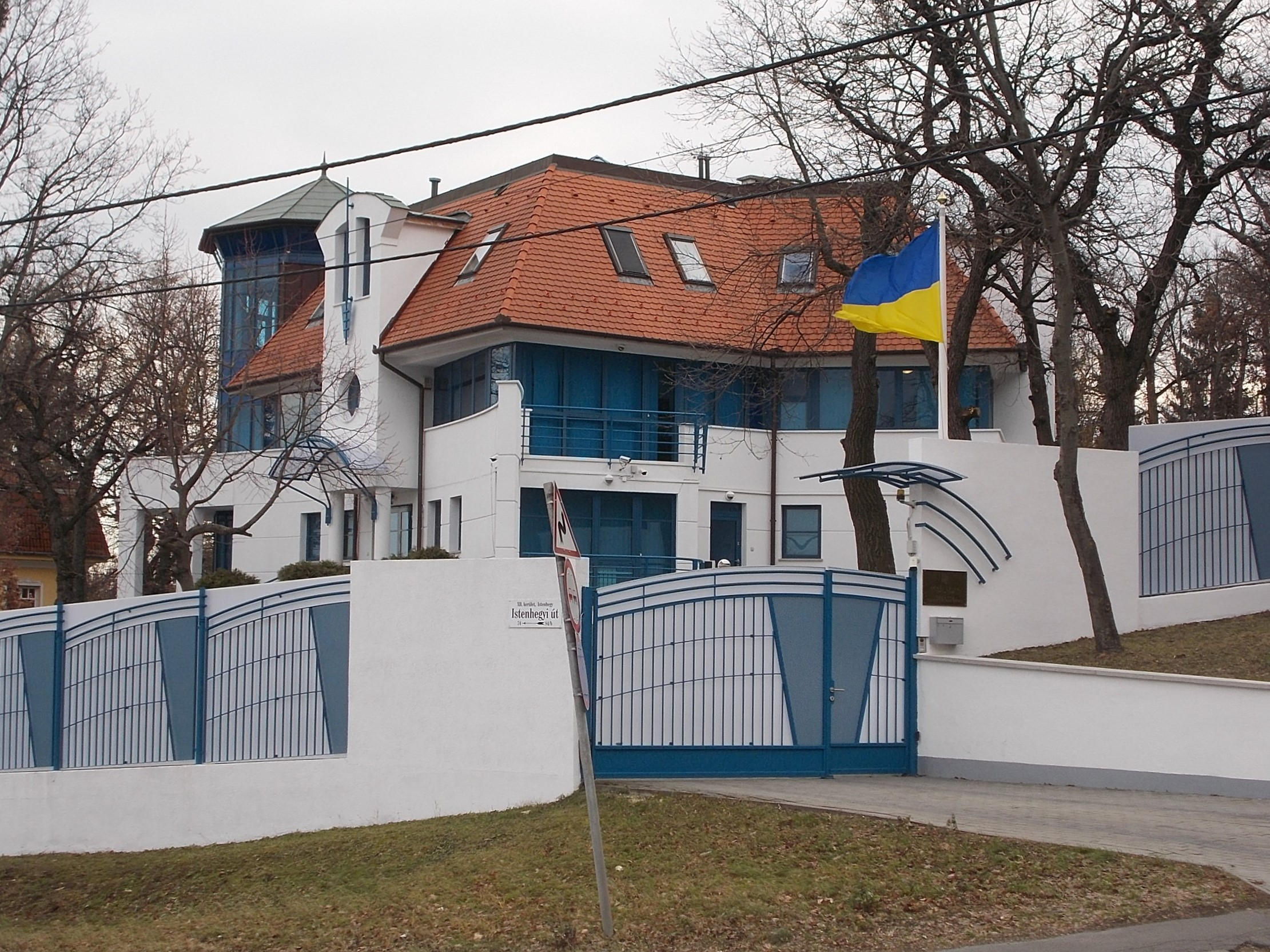
L'ambaixada d'Ucraïna a Hongria, en Hegyvidék, Budapest
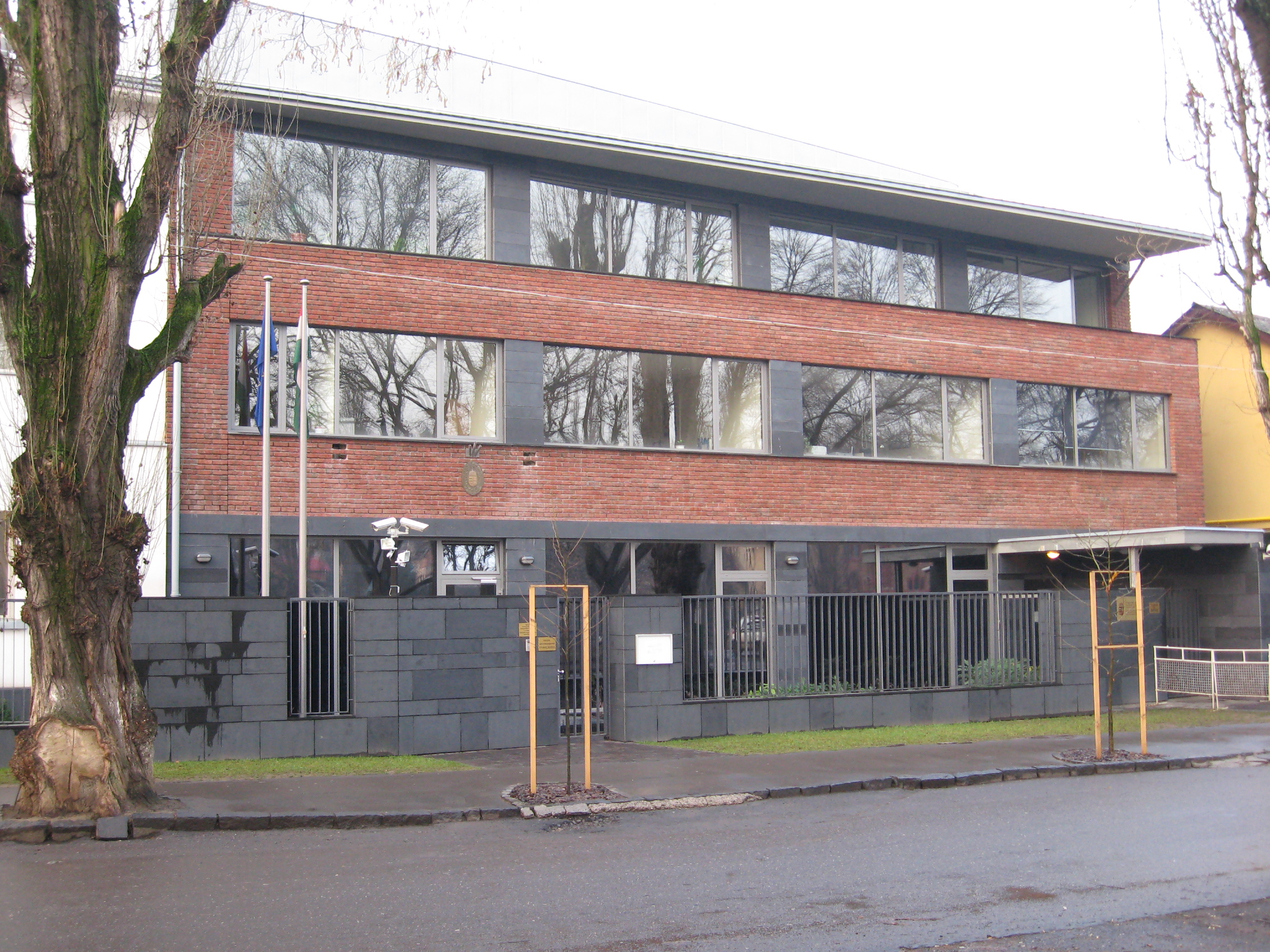
Consolat general d'Hongria a Uzhhorod, capital de Transcarpàcia